# (35348) 1997 JO18
(35348) 1997 JO18 est un astéroïde de la ceinture principale d'astéroïdes découvert en 1997.

## Description
(35348) 1997 JO18 a été découvert le 8 mai 1997 à Burlington, New Jersey (États-Unis), par Terry Handley.

### Caractéristiques orbitales
L'orbite de cet astéroïde est caractérisée par un demi-grand axe de 3,11 ua, un périhélie de 2,61 ua, une excentricité de 0,16 et une inclinaison de 18,67° par rapport à l'écliptique. Du fait de ces caractéristiques, à savoir un demi-grand axe compris entre 2 et 3,2 ua et un périhélie supérieur à 1,666 ua, il est classé, selon la JPL Small-Body Database, comme objet de la ceinture principale d'astéroïdes.

### Caractéristiques physiques
(35348) 1997 JO18 a une magnitude absolue (H) de 13,3 et un albédo estimé à 0,202.